# Francisco Javier García Gaztelu
Francisco Javier Garcia Gaztelu (Galdácano, 12 de febrero de 1966), alias «Txapote», es un exmiembro de ETA, condenado por la justicia por su participación en diversos crímenes, como los asesinatos de varios políticos vascos. También es conocido por los alias Jon, Xabier y Otsagi, entre otros. Formaba parte del "ala dura" de la banda terrorista, sin haber mostrado nunca arrepentimiento por sus actos ni haber condenado los atentados de la banda.

## Actividad delictiva
Inició su actividad criminal durante los años 1980 en el «Comando Donosti», y llegó a ser jefe militar de la banda terrorista en los últimos años del siglo XX tras la caída de Kantauri.
Participó en un tiroteo junto a otros miembros del comando Vizcaya de ETA en agosto de 1991. Después de este asesinato huye a la clandestinidad, realizando primero labores de apoyo para diversos comandos e integrándose a finales del año 1994 en el comando Donosti, dirigido por Kantauri.
Según los expertos, Txapote representa la línea dura dentro de ETA, opuesta a la tregua de 1998. A él se le atribuye la reestructuración operativa de unos veinte comandos y el fortalecimiento de la actividad terrorista de ETA durante los meses siguientes a la tregua. Txapote impuso un nuevo sistema de organización de los comandos por los que estarían formados por tres miembros liberados de la organización, de los cuales sólo dos participarían simultáneamente en la comisión de atentados. El otro miembro sería el encargado de limpiar los pisos de pruebas e informar a la dirección en el caso de que fuesen detenidos los dos primeros.

## Detención y juicio
Su detención se produjo a raíz de la investigación por el robo de una troqueladora en Irún, en noviembre de 1999. Los detenidos facilitaron el nombre del colaborador de ETA Ibon Muñoa que en los años anteriores había proporcionado apoyo logístico al Comando Donosti. Muñoa declaró que se había entrevistado con Txapote en Anglet. 
Esta localidad del sur de Francia sería peinada con ayuda de la policía francesa hasta localizarlo el 22 de febrero de 2001. La detención tuvo lugar a primera hora de la tarde en el barrio de Sables d'Or de dicho municipio cuando comía en la terraza del restaurante Havana Cafe.
Estos hechos tuvieron lugar poco después de que ETA asesinara a dos trabajadores de la empresa Elektra en su intento de matar con un coche bomba al concejal socialista Iñaki Dubreuil Churruca.
Fue juzgado en junio de 2006. Se acogió a su derecho a no declarar durante el juicio, presentando una actitud desafiante. Aunque se negó a intervenir en la primera jornada del juicio, Gaztelu utilizó su derecho a la última palabra para reconocer ser "militante de ETA" y afirmar que la banda no abandonaría su lucha.
Fue condenado a 50 años de cárcel como autor material del asesinato de Miguel Ángel Blanco; por su actitud, el tribunal en su sentencia también le prohíbe acercarse a la localidad vizcaína de Ermua durante cinco años a partir de su excarcelación. En el juicio por el asesinato del socialista Fernando Múgica, se le condenó a 82 años de cárcel y se le prohibió visitar San Sebastián, ciudad en la que se cometió el asesinato y donde reside la familia Múgica, durante los seis años siguientes a su salida del penal.
El 23 de enero de 1995 el miembro del Partido Popular vasco Gregorio Ordóñez fue asesinado de un tiro en la cabeza cuando comía con María San Gil en un restaurante de San Sebastián, un atentado cometido con la participación de Txapote, por el que fue condenado a 30 años de prisión "como autor de un delito de asesinato terrorista con alevosía, en concurso ideal con otro de atentado con premeditación. Además, le prohíbe acercarse durante cinco años a la familia de la víctima o a San Sebastián, y le condena a pagar 500.000 euros de indemnización a los herederos", aunque el Tribunal sentenció que "no se puede afirmar con exactitud" si "Txapote" fue quien disparó, se consideró probada su participación en el asesinato. [cita requerida]
Esta sentencia fue motivo de polémica dado que la única prueba condenatoria contra Txapote fue la declaración de otro coimputado, situación que en otras sentencias había provocado la absolución de los procesados.[cita requerida]
Las consecuencias prácticas de estos asesinatos fueron el resurgimiento de un movimiento social contrario a la violencia etarra, como el espíritu de Ermua, y la consiguiente creación de algunas asociaciones contrarias al terrorismo como ¡Basta Ya! y Foro de Ermua.[cita requerida]

## Relevancia posterior
En agosto de 2022 Gaztelu fue transferido desde la prisión de Estremera (Comunidad de Madrid) a una en el País Vasco por el Gobierno de España.
En septiembre de 2022 hace aparición mediática el eslogan de «Que te vote Txapote», usado por políticos del Partido Popular y de Vox para atacar al presidente del Gobierno Pedro Sánchez. Su gran difusión en la campaña de las elecciones generales del 23 de julio de 2023 motivó que el Colectivo de Víctimas del Terrorismo, por medio de su presidenta Consuelo Ordóñez (cuyo hermano Gregorio fue asesinado por Txapote), afeara la utilización de «ese repugnante eslogan que causa dolor entre las víctimas y sus familiares». La opinión fue compartida por la Fundación Fernando Buesa, pero despreciada por representantes de la derecha, como Santiago Abascal o Rafael Hernando. Este último, señaló que respetaba la opinión de su hermana pero que, a su juicio, Gregorio Ordóñez habría estado de acuerdo.

## Atentados en los que participó
- Asesinato de Alfonso Morcillo, sargento de la Policía Municipal de San Sebastián, el 15 de diciembre de 1994.
- Participación en el asesinato del parlamentario vasco del Partido Popular Gregorio Ordóñez, el 25 de enero de 1995.
- Participación en el ametrallamiento de las viviendas militares del cuartel de Loyola, en San Sebastián, el 22 de mayo de 1995.[12]
- Participación en el atentado contra la casa-cuartel de la localidad riojana de Arnedo, el 17 de agosto de 1995.
- Participación en el asesinato del dirigente socialista Fernando Múgica, cuyo autor material se cree que fue José Javier Arizkuren Ruiz, Kantauri, el 6 de febrero de 1996.
- Autoría material del asesinato de Miguel Ángel Blanco el 12 de julio de 1997 con dos tiros en la nuca, tras mantenerlo secuestrado durante 48 horas exigiendo al gobierno español el acercamiento de todos los presos etarras a las cárceles del País Vasco.
- Asesinato del concejal del Partido Popular en Rentería José Luis Caso Cortines, el 11 de diciembre de 1997
- Asesinato, mediante bomba lapa, de José Ignacio Iruretagoyena, concejal del PP en Zarauz el 9 de enero de 1998
- Asesinato del también concejal popular de Rentería, Manuel Zamarreño, el 25 de junio de 1998.
- Atentado cometido el 20 de agosto de 2000 en el municipio oscense de Sallent de Gállego, en el que fallecieron asesinados los guardias civiles Irene Fernández Perera y José Ángel de Jesús Encinas.